# Tavaszi döggomba
A tavaszi döggomba (Entoloma vernum) a döggombafélék családjába tartozó, Európában elterjedt, erdőkben, réteken élő, mérgező gombafaj.

## Megjelenése
A tavaszi döggomba kalapjának átmérője 2–7 cm, alakja fiatalon kúpos, majd később kiterül, középen kis púppal. Felülete sima, selymesen fénylő. Széle fiatalon begöngyölt, nedves gomba esetében bordázott. Színe sötétbarna, szürkésbarna, esetleg feketés. Szárazon kihalványodik, főleg középen. Húsa vékony, vizenyős, színe halványbarnás. Szaga, íze nem jellegzetes, esetleg kissé liszthez hasonló.
Széles, ritkásan álló lemezei szabadon állnak vagy kis foggal a tönkhöz nőttek. Kezdetben piszkosfehér, szürkés színűek, később  piszkosvörösesek. Élük fogazott lehet. Spórapora rózsaszín. Spórái oldalnézetben 5-7-szögűek, 8-12 x 7-9 mikrométeresek.
Tönkje 2–7 cm magas, 0,2-0,3 cm vastag. Alakja hengeres. Színe a kalapéhoz hasonló, a csúcsa és a töve kissé világosabb. Felülete ezüstösen fénylő, hosszában bordázott, alján fehéren szálas.

### Hasonló fajok
Az ehető gombák közül a tövisaljagombával lehet összetéveszteni. 

## Elterjedése és termőhelye
Európában honos. Magyarországon helyenként gyakori lehet. Lombos- vagy fenyőerdők füves-lápos részein, mezőkön, kertekben, utak mentén található meg. Március-áprilisban terem.
Mérgező gomba. 

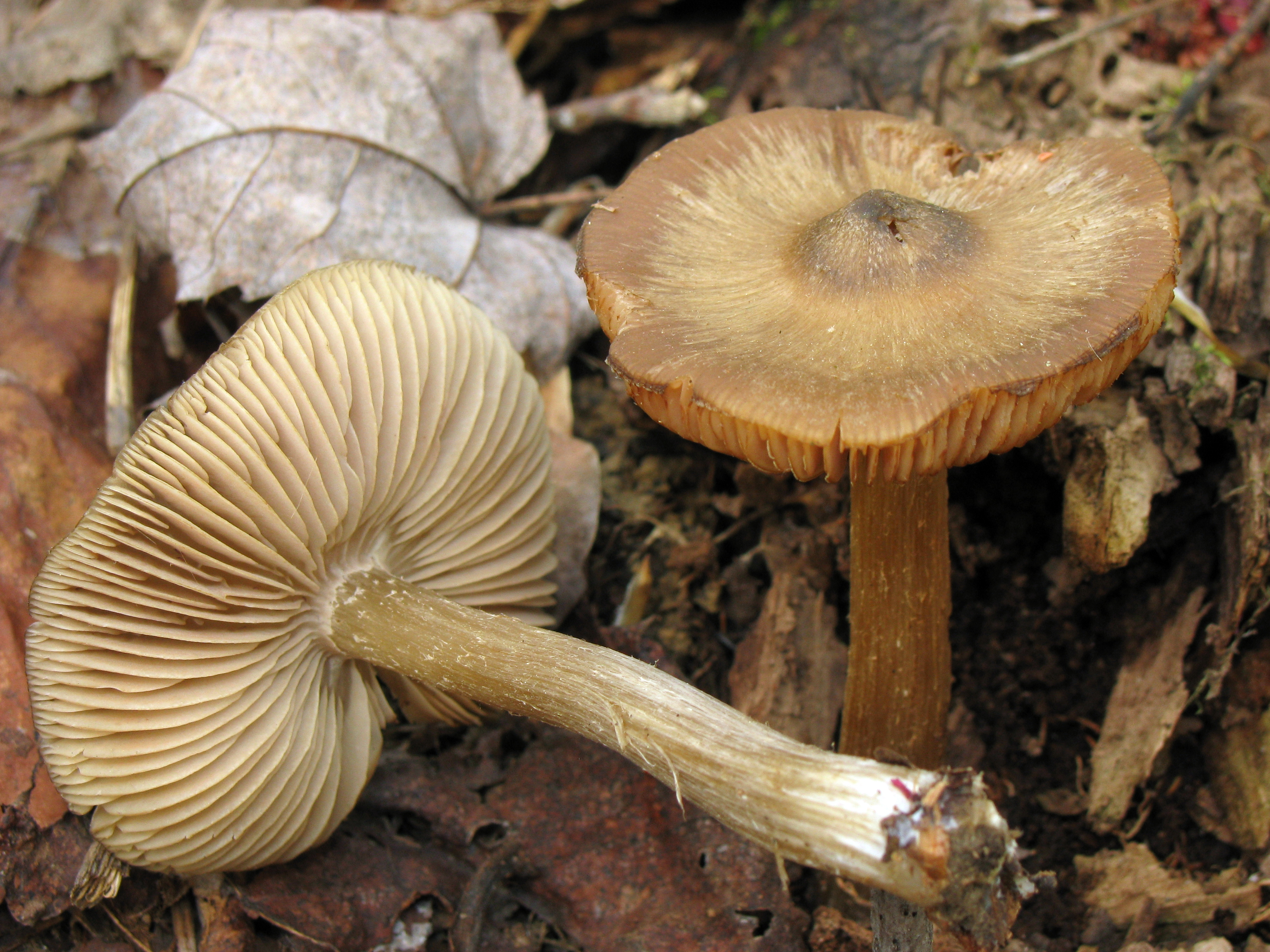
Tavaszi döggomba
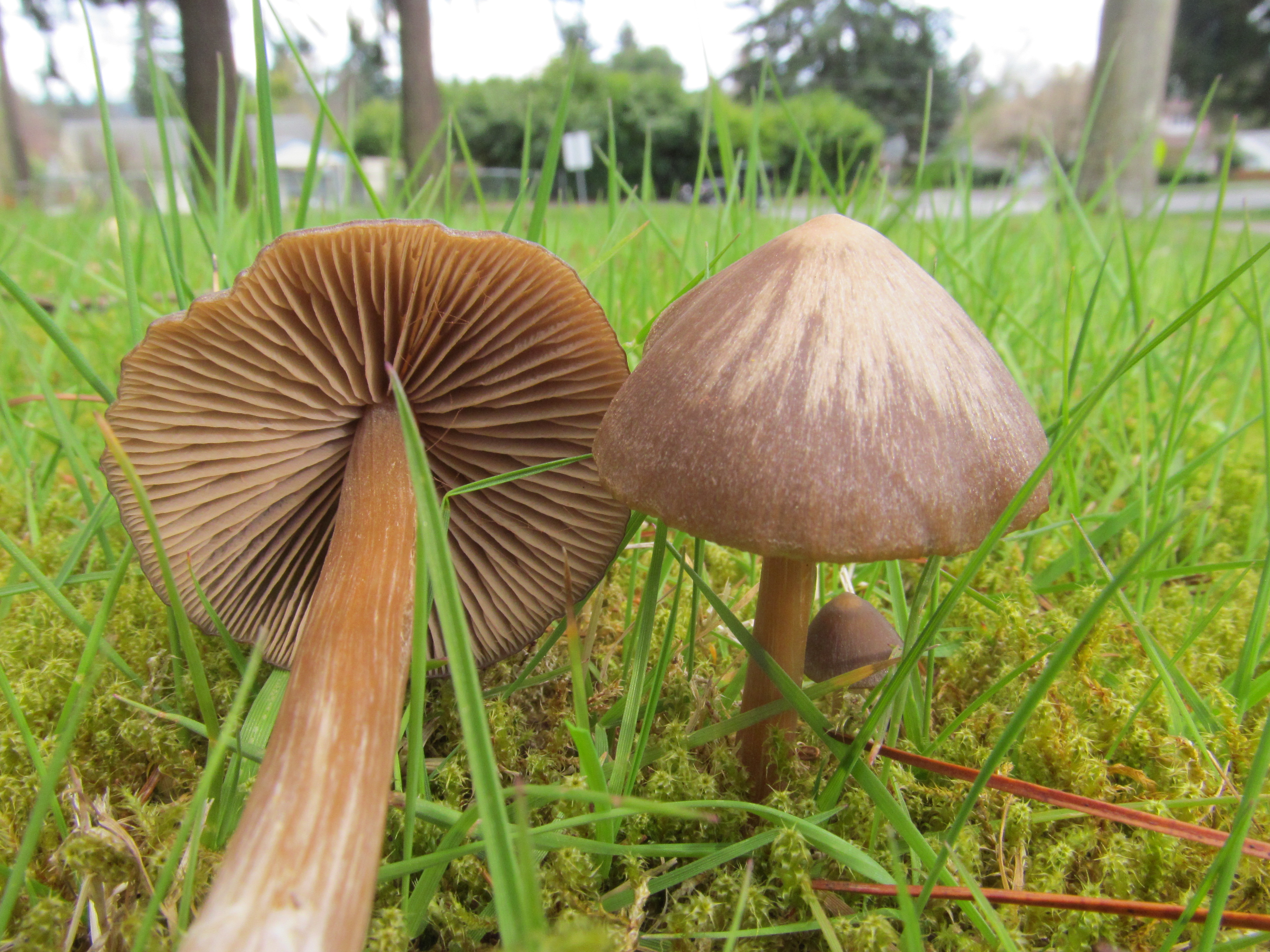
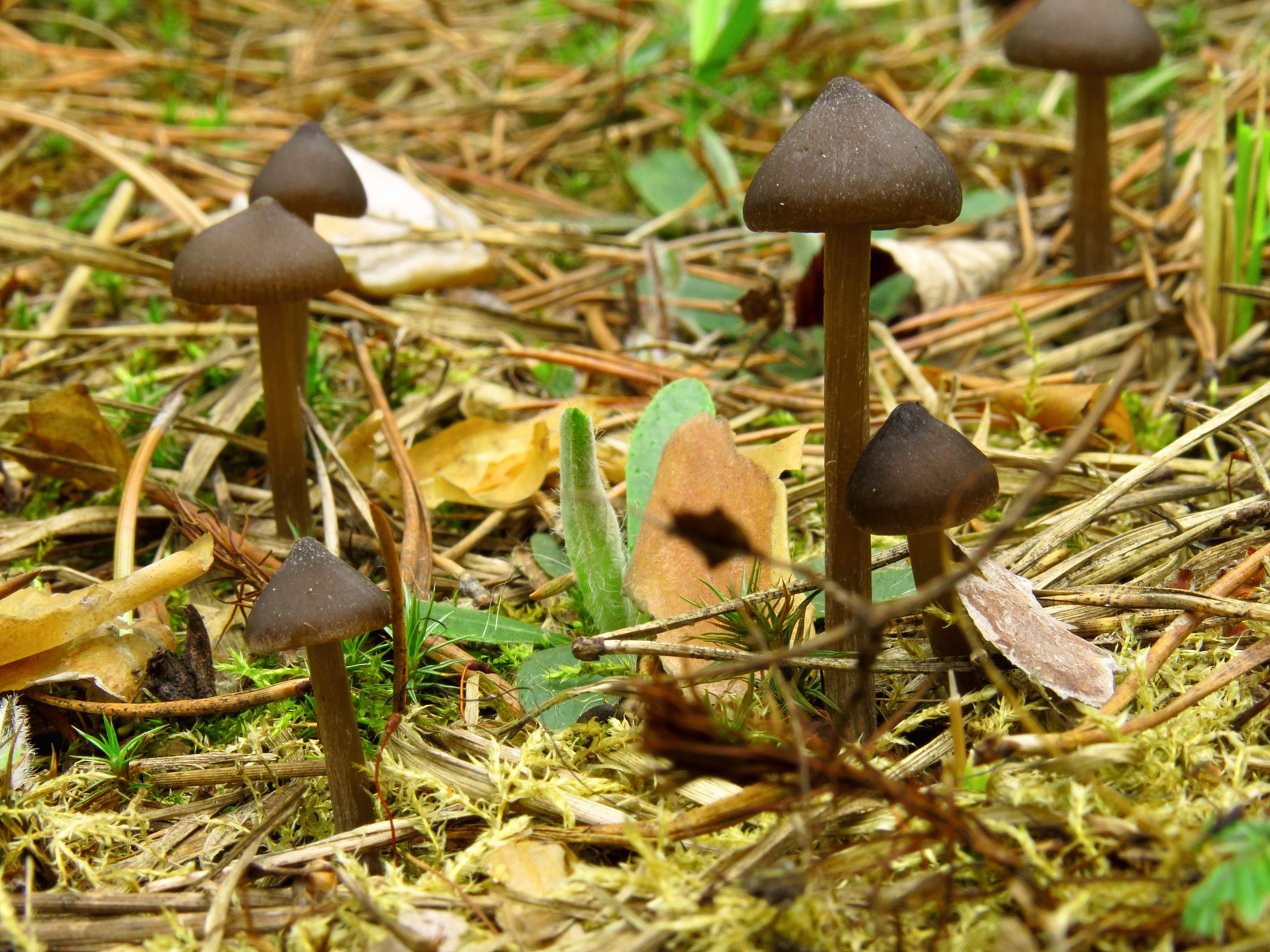
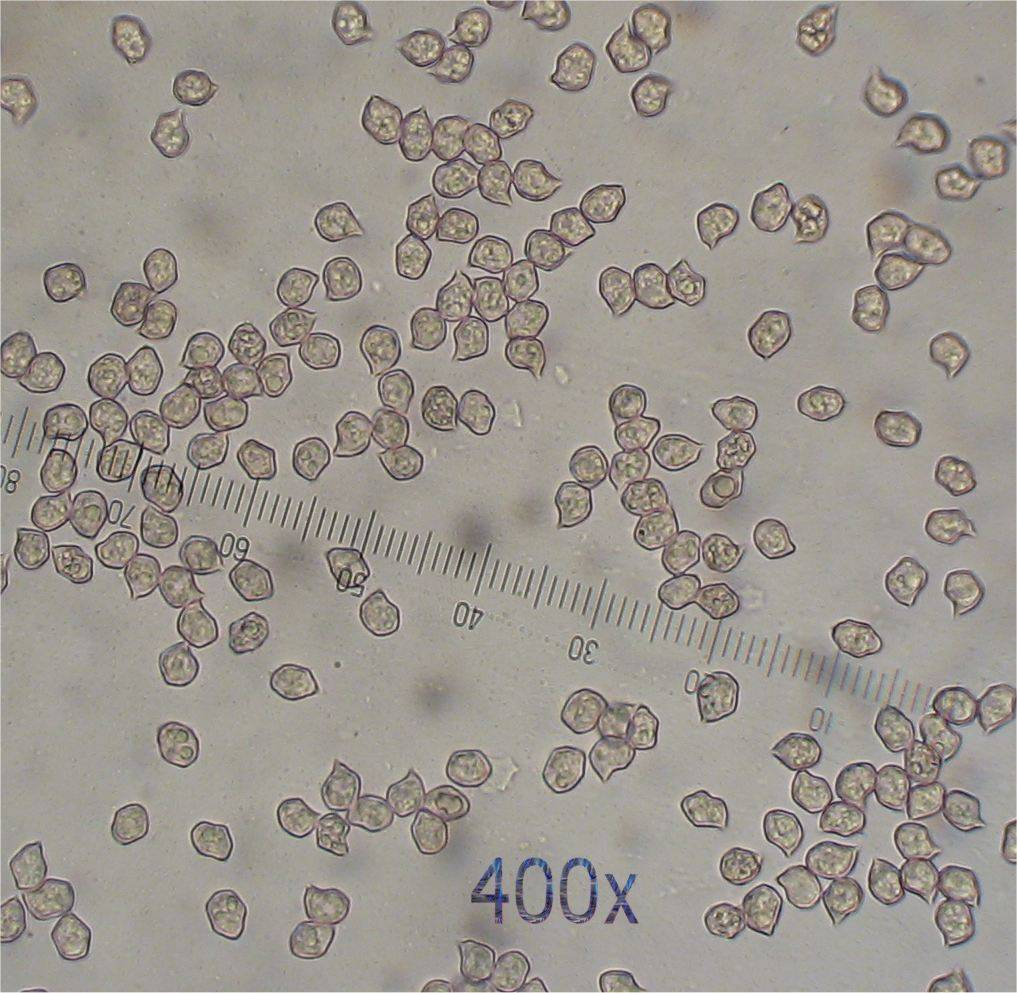
Spórái